# La Tour-d'Auvergne
 La Tour-d'Auvergne  là một xã ở tỉnh Puy-de-Dôme trong vùng Auvergne-Rhône-Alpes miền trung nước Pháp.